# TBSテレビ系列深夜ニュース枠
TBSテレビ系列深夜ニュース枠（ティービーエステレビけいれつしんやニュースわく）は、TBSテレビをはじめとするJNN系列にて毎日深夜に放送している報道番組の総称の一覧。

## 各番組の歴史
1958年8月のJNN発足とともに『JNN NEWS』の名が付き、1969年4月改編より『JNNニュースデスク』に改称する。
1986年10月改編で『JNNスポーツチャンネル』と統合し『ネットワーク』となるが、1年後の1987年10月には放送時間を22時台に移し『JNNニュース22プライムタイム』となる。しかし、『ニュースステーション』（テレビ朝日）の前に大敗し、1989年9月をもって22時台から撤退する。なお、この間スポーツニュース番組が別枠で編成されていたが、『プライムタイム』や『JNNニュースデスク'88・'89』でも別にスポーツニュースコーナーが存在した。
1989年10月改編で本枠は23時台に戻され、後続する社会情報局制作の『情報デスクToday』も吸収した90分枠の大型番組『筑紫哲也 NEWS23』が開始。1997年10月に社会情報局制作の特集パート（第2部）は金曜日を除いて終了し、ニュースとスポーツニュース中心の1時間枠となる。2007年5月に筑紫が病気療養のため入院し事実上降板、2008年4月改編よりタイトルから筑紫の冠が外れて『NEWS23』となる。
2009年4月改編で夕方枠の『総力報道!THE NEWS』に特集コーナーを移管することと、他局より出遅れていた23時台バラエティ開発のために放送時間を30分に縮小。ストレートニュースとスポーツニュース、天気予報で構成されるシンプルな番組となった。しかし『総力報道!』の失敗により翌年2010年4月には特集コーナーを返上されることで再拡大、タイトルも『NEWS23X』となる。
2009年4月改編よりスタートした『S☆1』から週末に限りステレオ放送を実施。2010年4月改編からは平日でもステレオ放送を実施している。
2013年4月改編で『NEWS23X』が終了し、タイトルも3年ぶりに『NEWS23』に戻る。また、月曜～木曜日の放送時間が8分拡大される。

## 主な番組

### 平日
- JNN NEWS（1959年8月 - 1969年3月28日）
- JNNニュースデスク（1969年3月31日 - 1986年9月26日）
- ネットワーク JNN（1986年9月29日 - 1987年10月2日） - スポーツニュースを内包。
- JNNニュース22プライムタイム（1987年10月5日 - 1988年9月30日）
- JNNニュースデスク'88・'89（1988年10月3日 - 1989年9月29日）
- 筑紫哲也 NEWS23（1989年10月2日 - 2008年3月28日） - スポーツニュースを内包。
- NEWS23（第1期）（2008年3月31日 - 2010年3月26日）
- NEWS23X（2010年3月29日 - 2013年3月29日）
- NEWS23（第2期）（2013年4月1日 - ）

単独枠
- JNNフラッシュニュース（平日・日曜、1963年1月1日 - ）

### 週末
- JNN NEWS（土曜日：1959年8月 - 1970年3月28日・1973年4月7日 - 1978年3月25日、日曜日：1959年8月 - 1981年3月29日）
- JNNニュースデスク（土曜日：1970年4月4日 - 1973年3月31日・1978年4月1日 - 1988年9月24日、日曜日：1981年4月5日 - 1988年9月25日）
- JNN NEWS（1988年10月1日 - 1990年9月30日）
- JNNスポーツ&ニュース（1990年10月6日 - 2002年3月31日） - スポーツニュースと統合。
- JNN NEWS（2002年4月6日 - 2009年3月29日）
- S☆1・JNN S☆1 NEWS（2009年4月4日 - 2010年3月28日） - スポーツニュースに内包。
- S☆1・JNN NEWS（2010年4月3日 - ） - 同上

### 番組の移り変わり
| 期間      | 期間      | 平日                        | 土曜日               | 日曜日               |
| --------- | --------- | --------------------------- | -------------------- | -------------------- |
| 1959.8    | 1969.3.30 | JNN NEWS                    | JNN NEWS             | JNN NEWS             |
| 1969.3.31 | 1970.3.29 | JNNニュースデスク           | JNN NEWS             | JNN NEWS             |
| 1970.3.30 | 1973.4.1  | JNNニュースデスク           | JNNニュースデスク    | JNN NEWS             |
| 1973.4.2  | 1978.3.26 | JNNニュースデスク           | JNN NEWS             | JNN NEWS             |
| 1978.3.27 | 1981.3.29 | JNNニュースデスク           | JNNニュースデスク    | JNN NEWS             |
| 1981.3.30 | 1986.9.28 | JNNニュースデスク           | JNNニュースデスク    | JNNニュースデスク    |
| 1986.9.29 | 1987.10.4 | ネットワーク                | JNNニュースデスク    | JNNニュースデスク    |
| 1987.10.5 | 1988.9.25 | JNNニュース22プライムタイム | JNNニュースデスク    | JNNニュースデスク    |
| 1988.9.26 | 1988.10.2 | JNNニュース22プライムタイム | JNN NEWS             | JNN NEWS             |
| 1988.10.3 | 1989.10.1 | JNNニュースデスク'88・'89   | JNN NEWS             | JNN NEWS             |
| 1989.10.2 | 1990.9.30 | 筑紫哲也 NEWS23             | JNN NEWS             | JNN NEWS             |
| 1990.10.1 | 2002.3.31 | 筑紫哲也 NEWS23             | JNNスポーツ&ニュース | JNNスポーツ&ニュース |
| 2002.4.1  | 2008.3.30 | 筑紫哲也 NEWS23             | JNN NEWS             | JNN NEWS             |
| 2008.3.31 | 2009.3.29 | NEWS23（第1期）             | JNN NEWS             | JNN NEWS             |
| 2009.3.30 | 2010.3.28 | NEWS23（第1期）             | S☆1・JNN S☆1 NEWS    | S☆1・JNN S☆1 NEWS    |
| 2010.3.29 | 2013.3.31 | NEWS23X                     | S☆1・JNN NEWS        | S☆1・JNN NEWS        |
| 2013.4.1  | 現在      | NEWS23（第2期）             | S☆1・JNN NEWS        | S☆1・JNN NEWS        |